# Giacomo Giuseppe Saratelli
Giacomo Giuseppe Saratelli (Bologna, 1682 – Venezia, 1762) è stato un organista, compositore e maestro di cappella italiano.

## Biografia
Nato e cresciuto a Bologna dove debuttò con un oratorio già nel 1699 e si formò come organista, si spostò a Padova dal 1714 e nel 1736 successe ad Antonio Lotti divenendo Primo organista della Basilica di San Marco. Nel 1740 divenne Vice Maestro della Cappella Marciana. Dal 1732 al 1739 è stato maestro di coro presso dell'Ospedale dei Mendicanti a Venezia, una delle scuole di musica più prestigiose del tempo. Nel 1747 diviene Maestro di Cappella a San Marco, incarico che manterrà fino alla morte, avvenuta nel 1762.

## Opere

### Musica sacra
- 150 salmi tra i quali:
  - Laudate pueri (Psalm 112), per coro, orchestra e basso continuo
  - Ad Dominum cum tribularer (119)
  - Levavi oculos meos (120)
  - Ad te levavi oculos meos (122)
  - Nisi quia Dominus (123)
  - Qui confidunt (124)
- Oratori:
  - La regina Ester
  - Maddalena Conversio, (libretto di Carlo Goldoni)
- Veni creator spiritus a tre voci
- Una raccolta di importanti Partimenti per clavicembalo o organo (varie copie a Venezia, Milano, Münster, Berlino, Monaco)